# Prolapsus génital
Pour les autres types de prolapsus, voir Prolapsus.
 Mise en garde médicale
Le prolapsus génital (ou « descente d’organes » dans le langage courant) est un déplacement anormal d’un ou plusieurs organes du pelvis féminin vers le bas.

## Définition
Le pelvis, ou « petit bassin » de la femme, contient quatre organes : la vessie en avant, l’utérus et le vagin au milieu, et le rectum en arrière.
Le prolapsus génital (ou « descente d’organes » dans le langage courant) est un déplacement anormal, soit d’un seul organe, soit de deux organes, soit des trois organes du pelvis vers le bas, avec, éventuellement, l’issue de cet organe à l’extérieur, à travers l’orifice vulvaire ou à travers l'anus.

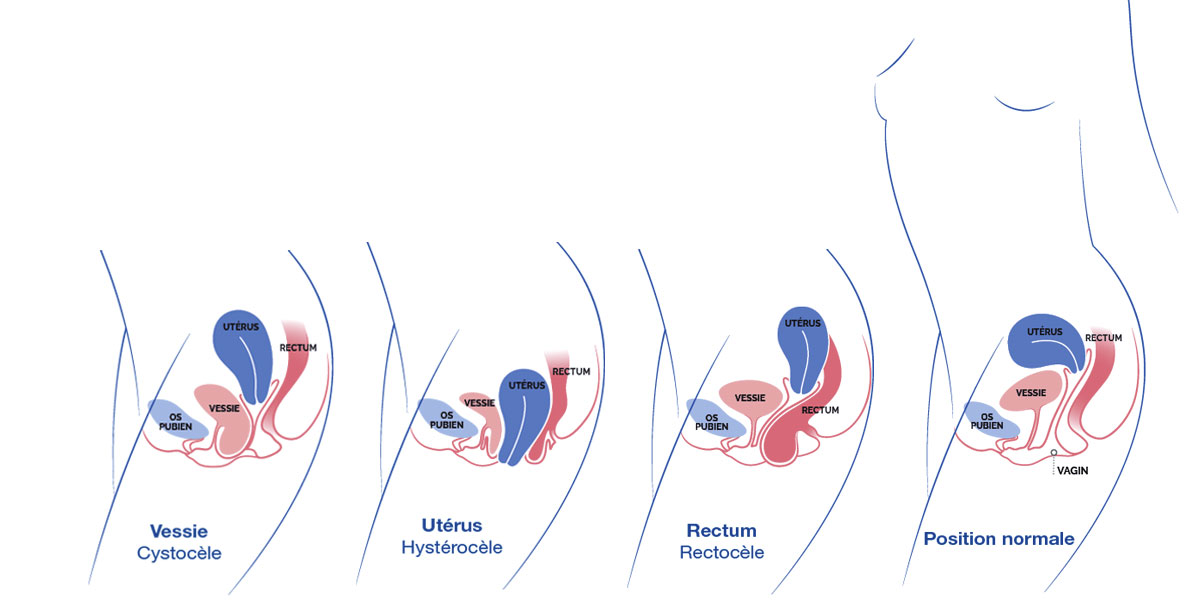
Les trois principaux types de prolapsus génital.

Les termes utilisés pour qualifier les différentes composantes d'un prolapsus sont les suivants :
- cystocèle : prolapsus de la vessie ;
- hystérocèle : prolapsus de l'utérus dans son ensemble ;
- trachélocèle : prolapsus du col utérin (par exemple chez une patiente ayant subi une hystérectomie subtotale (ablation du seul corps utérin en laissant en place le col) ;
- rectocèle : descente du rectum dans le vagin ;
- prolapsus rectal : descente du rectum à travers l'anus ;
- élytrocèle ou hédrocèle : prolapsus du cul-de-sac de Douglas (partie la plus déclive du péritoine pelvien) ;
- entérocèle : prolapsus d'anses intestinales à l'intérieur d'une élytrocèle ;
- colpocèle : prolapsus du fond vaginal (par exemple chez une patiente ayant subi une hystérectomie totale). Ce terme est parfois utilisé par excès pour qualifier des prolapsus de la paroi antérieure ou postérieure du vagin accompagnant une cystocèle ou une rectocèle (on parle alors de « colpocèle antérieure » ou de « colpocèle postérieure ») ;
- syndrome du périnée descendant : descente anormale de l'ensemble du périnée, à la poussée abdominale.

La classification du prolapsus en fonction de son importance se fait classiquement en trois stades, dont la définition est clinique :
- stade I : Prolapsus n'arrivant pas jusqu'à l'orifice vulvaire.
- stade II : Prolapsus arrivant jusqu'à l'orifice vulvaire, mais ne le dépassant pas.
- stade III : Prolapsus dépassant l'orifice vulvaire (on parle de « prolapsus extériorisé »).

Le prolapsus génital peut parfois s’accompagner d’une incontinence urinaire, mais pas toujours (il peut y avoir effectivement une incontinence urinaire sans prolapsus génital, et un prolapsus génital sans incontinence urinaire, les deux phénomènes étant dus à des mécanismes différents).
D’ailleurs, par des phénomènes complexes, certains prolapsus peuvent « masquer » une incontinence urinaire, qui ne va apparaître qu’après le traitement chirurgical du prolapsus.

## Épidémiologie
Le prolapsus génital est responsable d'un cinquième des indications de chirurgie gynécologique. Son incidence annuelle, en Grande-Bretagne, recueillie sur déclaration auprès d'une population âgée de 25 à 39 ans et fréquentant des centres de planning familial, est de 2 cas pour 1 000 femmes.
Les chiffres diffèrent grandement selon que la prévalence soit établie sur la base d'un questionnaire, souvent auto-administré (entre 2,9 et 11,4 %)  ou par un examen clinique « respectant la classification Pelvic Organ Prolapse
Classification (POPQ) » et atteint alors entre 31,8 et 97,7 %. Si l'on fait abstraction des stades I et II du POPQ, qui concernent des prolapsus intravaginaux et donc très limités, les études affichent des taux compris entre 0 et 6,8 % pour le stade III et 0 à 1,8 % pour le stade 4. La prévalence par  étages est elle aussi très variable selon les études, mais affiche une plus grande fréquence des cystocèles, suivies par les rectocèles puis les hystérocèles (respectivement 51 %, 27 % et 20 % dans l'étude de Versi et al. en 2001).

## Causes
Les trois organes du pelvis sont maintenus à leur place naturelle par deux moyens :
- des moyens de suspension : essentiellement constitués par les ligaments qui tiennent ces organes, et par les fascias, sortes de ciments naturels qui solidarisent ces trois organes entre eux ;
- des moyens de soutènement : essentiellement constitués par les muscles du périnée (muscles releveurs de l'anus).

Un prolapsus génital va donc apparaître si ces moyens deviennent défaillants.
Les causes les plus classiques en sont les suivantes :
- la constipation, qui augmente la pression intra-abdominale, appliquée sur les structures du pelvis ;
- la ménopause, et la carence en hormones qui en découle (qui abîme les fascias et désolidarise les organes entre eux) ;
- le surpoids et l’obésité (qui provoque une pression trop importante de l'abdomen sur les organes du pelvis, et qui distend les ligaments) ;
- des grossesses multiples ;
- des troubles neurologiques : paraplégie, qui entraîne une dénervation du pelvis et un affaiblissement de ses muscles ;
- l'âge, le risque doublant à chaque décennie à partir d'un certain âge[4] ;
- des accouchements difficiles (usage de forceps, par exemple), des accouchements de gros enfants (plus de 4 kg), qui abîment les muscles du périnée. Ces derniers facteurs sont classiques mais n'ont cependant pas été prouvés[1] ;
- Certains sports, comme le "step", qui entraînent de fortes pressions sur le périnée[réf. nécessaire].

Parfois, cependant, aucune cause évidente n’est retrouvée.

## Symptômes
Les symptômes dépendent, en partie, de l'importance du prolapsus.
En fonction de la prédominance du prolapsus sur l’un des trois organes du pelvis, les symptômes ressentis sont les suivants :
- en cas de prolapsus prédominant sur la vessie :
une « boule » qui sort à l’avant du vagin. Une sensation de « pesanteur », de « poids » dans le bassin. L’impression de devoir forcer pour uriner (« dysurie »). L’impression de ne pas vider complètement sa vessie, et de devoir y retourner peu de temps après avoir uriné (« miction en deux temps »). La nécessité d’aller uriner trop souvent (« pollakiurie »). Des envies pressantes d’aller uriner (« impériosités »), voire des fuites d’urines « par impériosité ». Des infections urinaires à répétition ;
- en cas de prolapsus prédominant sur l’utérus :
une « boule rosâtre ou rougeâtre» qui sort par le vagin (il s’agit du col de l’utérus, souvent irrité). Une sensation de « pesanteur », de « poids » dans le bassin. Éventuellement : De petits saignements (si le col de l'utérus est très irrité) ;
- en cas de prolapsus prédominant sur le rectum :
une « boule » qui sort à l’arrière du vagin. Une sensation de « pesanteur », de « poids » dans le bassin. Une constipation, parfois importante. La nécessité de devoir « rentrer la boule avec le doigt » pour pouvoir déféquer. L’impression de ne pas avoir complètement vidé son rectum en allant à la selle. Et rarement : une incontinence aux selles.

Ces symptômes peuvent, bien entendu, être « mêlés » entre eux en cas de prolapsus touchant deux ou trois organes.

## Évaluation
L'examen gynécologique est indispensable.
Il existe plusieurs échelles permettant d'en évaluer la sévérité. L'une des plus employées est celle de la Société Américaine de Gynécologie qui classe les prolapsus en 5 grades.

## Traitement
La prise en charge du prolapsus génital a fait l'objet de la publication de recommandations. Celles, anglaises, datent de 2019.
Le traitement du prolapsus génital, dénommé généralement "colpopexie", doit être précédé par un bilan de son retentissement, et par la recherche d'anomalies associées. Il conviendra par ailleurs de corriger certains facteurs favorisants : récupérer une compétence abdominale correcte (les pressions abdominales doivent être correctement orientées lors de la toux, des éternuements...), traiter une constipation, donner un traitement hormonal substitutif en post-ménopause...
Un prolapsus urinaire ou génital relèvera, dans l'immense majorité des cas, d'un traitement chirurgical (quand le prolapsus est à un stade avancé (2e et 3e degrés)). Effectivement, la rééducation périnéale peut parfois maintenir un prolapsus débutant mais une fois que le prolapsus est avancé (c'est-à-dire quand il est du 3e degré), elle ne permet pas de réintégrer les organes qui sont « descendus ». Il faut donc commencer la rééducation dès les premiers signes pour permettre de limiter la « descente » de ce prolapsus et peut-être éviter l'opération. Cette rééducation permet toutefois de réduire les symptômes,. Son efficacité sur le prolapsus lui-même reste douteuse.
Le traitement chirurgical a pour but de remplacer les moyens de suspension (fascias, ligaments) ou les moyens de soutènement (muscles du périnée) devenus défaillants, et le plus souvent les deux. Il fait appel le plus souvent, à l’utilisation de « prothèses » synthétiques (c'est-à-dire artificielles, n’utilisant aucun produit d’origine animale ou humaine) qui ressemblent à des tissus tricotés (comme les « mailles d’un filet ») : ces prothèses servant à remplacer les fascias défaillants, ou à suspendre les organes « descendus » à des ligaments naturels solides. Toutefois, depuis 2013, la FDA a déconseillé les prothèses insérées par voie vaginale devant les résultats très décevants (absence de bénéfice clinique pour la patiente, taux de réinterventions pour récidive inchangé, douleurs et  dyspareunie fréquentes en cas de rétractation de la prothèse, extériorisation de la prothèse à un an dans 10 %  des cas). La chirurgie peut également consister en l'ablation du col utérin avec plicature des ligaments utéro-sacrés (« procédure de Manchester »), qui s'avère avoir de meilleurs résultats que l'hystéropexie.
Ce traitement peut se faire selon trois voies chirurgicales différentes :
- en ouvrant l'abdomen (« laparotomie »  pour promontofixation) ;
- par cœlioscopie ;
- en passant par le vagin (« voie vaginale »).

La simplicité technique, le taux de complications réputé moindre, et la durée d’intervention plus courte ont fait préférer, pour beaucoup d'écoles chirurgicales, la voie vaginale chez les femmes en ménopause ou en pré-ménopause (alors que la cœlioscopie ou la laparotomie sont plus souvent réservées aux femmes plus jeunes, en raison de la meilleure efficacité à long terme et de la meilleure résistance aux importants efforts physiques). La chirurgie peut être assistée par un robot.
En cas de refus de l'intervention ou de contre-indication de cette dernière, l'utilisation d'un pessaire peut être discutée. Elle consiste en la mise en place d'un dispositif dans le vagin destiné à maintenir les organes ptosés en place. Elle nécessite un suivi régulier.
Il n’y a pas de « traitement standard », et chaque cas est différent. Le choix de la technique est adapté à chaque patiente. Dans beaucoup de cas, une ablation de l’utérus (« hystérectomie ») est nécessaire, pour des raisons techniques. Dans tous les cas, une rééducation abdominale et périnéale est indispensable en post-chirurgie.